# Feedback (Chageのアルバム)
『feedback』（フィード・バック）は、Chageのミニ・アルバム。2019年8月7日に発売された。発売元はUSM JAPAN。

## 解説
オリジナルアルバムとしては『Another Love Song』から、約3年ぶりとなる作品。本作では令和にあえて昭和をリスペクトし、新曲3曲に加え、モップスやザ・スパイダースなど他アーティストからのカバーを5曲収録している。同年8月31日からは、本アルバムに収録されている楽曲を軸としたコンサートツアー『Chage Live Tour 2019 ～feedback～』が開催された。

## 収録曲
| #         | タイトル                                                               | 作詞                                                      | 作曲                                                      | 編曲      | 時間  |
| --------- | ---------------------------------------------------------------------- | --------------------------------------------------------- | --------------------------------------------------------- | --------- | ----- |
| 1.        | 「Kitsch Kiss Yeah Yeah」                                              | 松井五郎                                                  | Chage                                                     | 西川進    | 4:40  |
| 2.        | 「たどりついたらいつも雨降り ～ あの時君は若かった」                   | 吉田拓郎、菅原芙美恵                                      | 吉田拓郎、かまやつひろし                                  | 西川進    | 6:06  |
| 3.        | 「Mimosa」                                                             | Chage                                                     | Chage                                                     | 力石理江  | 3:26  |
| 4.        | 「Love Balance」                                                       | 前野健太                                                  | Chage                                                     | 西川進    | 5:12  |
| 5.        | 「好きさ 好きさ 好きさ ～ 悲しき願い」(日本語詞：漣健児、タカオカンベ) | Chris White, Bennie Benjamin, Gloria Caldwell, Sol Marcus | Chris White, Bennie Benjamin, Gloria Caldwell, Sol Marcus | 西川進    | 4:23  |
| 6.        | 「二人だけ」                                                           | 大倉洋一                                                  | 矢沢永吉                                                  | 力石理江  | 4:45  |
| 合計時間: | 合計時間:                                                              | 合計時間:                                                 | 合計時間:                                                 | 合計時間: | 28:32 |

## 楽曲解説
1. Kitsch Kiss Yeah Yeah
2. たどりついたらいつも雨降り ～ あの時君は若かった
  1. たどりついたらいつも雨降り
モップスが1972年に発表した楽曲のカバー。
  2. あの時君は若かった
ザ・スパイダースが1968年に発表した楽曲のカバー。
3. Mimosa
4. Love Balance
5. 好きさ 好きさ 好きさ ～ 悲しき願い
  1. 好きさ 好きさ 好きさ
ゾンビーズが1965年に発表した楽曲のカバー。
  2. 悲しき願い
ニーナ・シモンが1964年に発表した楽曲のカバー。
6. 二人だけ
キャロルが1973年に発表した楽曲のカバー。